# Ҫ
Ҫ,ҫは、バシキール語、チュヴァシ語などで用いられるキリル文字である。

## 呼称
- バシキール語: ҫэ /θe/
- チュヴァシ語: ҫӑ /ɕə/

## 音素
- バシキール語では、無声歯摩擦音[θ] = [T]を表す[1]。
- チュヴァシ語では、無声歯茎硬口蓋摩擦音[ɕ] = [s\]を表す[2]。

## アルファベット上の位置
- バシキール語アルファベットでは25文字目
- チュヴァシ語アルファベットでは22文字目[3]

## Ҫに関わる諸事項
- 書体によっては、ディセンダがカンマ(三省堂の「言語学大辞典」での活字体)やセディーユになっているもの(Lucida Sansなど)がある。
- バシキール語でこの文字をラテン文字に転写するときは「C」を用いることがある[4]。

## 参照
1. ↑  『「言語学大辞典」第3巻』、三省堂、1989年
2. ↑  『「言語学大辞典」第2巻』、三省堂、1989年
3. ↑  チュヴァシ語について(Omniglot)
4. ↑  バシキール語について(Omniglot)